# الشهير برناردو
الشهير برناردو (بالإسبانية: El famoso Bernardo)‏ هو أحد أعمال الروائي والكاتب الإسباني المسرحي الشهير ميغيل دي ثيربانتس الكوميدية المفقودة. جاء ذكر هذا العمل لأول مرة في أبريل من عام 1616 في رواية أعمال بيرسيليس وسيخيسموندا، وهي الرواية البيزنطية التي ظهرت بعد وفاة المؤلف بعام والتي أهداها لسيده السابق كونت ليموس السابع بيدرو فيرنانديث دي كاسترو وأندرادي، مع الجزء الثاني من دون كيخوطي ورواياته النموذجية، والتي وقعها قبل وفاته بيومين والتي اعتبرت واحدة من الصفحات الأكثر إثارة للمشاعر في الأدب الإسباني. وقد ابتدأها بالأبيات الشعرية على النحو التالي:
وكلى ولع واشتياق للموت

وكان المؤلف وقتها يعرف أنه لم يتبق له في الحياة إلا القليل، وقام بوداع أصدقائه، لم تكن أوهامًا يشعر بها، إلا أنه في الوقت نفسه كان راغبًا في إنهاء أعماله التي لم يكملها بعد مثل أسابيع الحديقة والشهير برناردو. ولا يعرف على وجه التحديد الكثير عن معلومات الكتاب، ولكنه من المحتمل أن تكون كوميديا الشهير برناردو كتابًا فروسيًا يشار به إلى السيرة الذاتية للشخصية الأسطورية برناردو ديل كابريو، بطل القرون الوسطى، ولكن المعاومات كانت غير كافية إثبات ذلك.

## اقرأ أيضا
- لا جالاتيا
- دون كيخوتي
- قوة الدم
- الغيور الإكستـريمادوري
- حوار الكلاب
- الغجرية
- الإسبانية الإنجليزية
- العاشق المتحرر
- أعمال بيرسيليس وسيخيسموندا